# Eupithecia harveyata
Eupithecia harveyata là một loài bướm đêm trong họ Geometridae.